# Baelen
Ne doit pas être confondu avec Balen (Belgique).
Baelen (prononcer [balɛn] ; en néerlandais Balen, en francique carolingien Boole, en wallon Bêlou) est une commune francophone de Belgique située en Wallonie dans la province de Liège, ainsi qu'une localité où siège son administration.
Le sud-est de la commune est couvert par la forêt Hertogenwald qui occupe environ les deux tiers de la superficie du territoire.

## Géographie

### Communes limitrophes
| Limbourg | Welkenraedt | Lontzen |
| Jalhay   | Baelen      | Eupen   |
|          | Waimes      |         |

### Localités

#### Sections de commune
| # | Nom     | Superf. (km²) | Habitants (2020) | Habitants par km² | Code INS |
| - | ------- | ------------- | ---------------- | ----------------- | -------- |
| 1 | Baelen  | 14,29         | 3.356            | 235               | 63004A   |
| 2 | Membach | 71,26         | 1.131            | 16                | 63004B   |

#### Autres Localités
Boveroth, Forges, Heggen, Heggelsbrück, Hestreux, Hoevel, Honthem, Horren, Hoyoux, Cortenbach, Latebau, Mazarinen, Meuschemen, Nereth, Oeveren, Overoth, Pancherelle, Perkiets, Runschen, Vreuschemen…

## Démographie

### Démographie: Avant la fusion des communes
- Source: DGS recensements population
- 1880: Scission de Dolhain en 1879 (1,26 km² avec 1358 habitants)

### Démographie: Commune fusionnée
En tenant compte des anciennes communes entraînées dans la fusion de communes de 1977, on peut dresser l'évolution suivante :
Les chiffres des années 1831 à 1970 tiennent compte des chiffres des anciennes communes fusionnées.
- Source: DGS , de 1831 à 1981=recensements population; à partir de 1990 = nombre d'habitants chaque 1 janvier[2]

### Statut linguistique
Baelen est sous le régime des facilités linguistiques en matière d'enseignement pour sa minorité germanophone ou néerlandophone et potentiellement à statut spécial pour l'emploi des langues en matière administrative (mais il y a alors nécessité d'une demande du conseil communal, d'un arrêté royal et encore d'une loi).

## Histoire

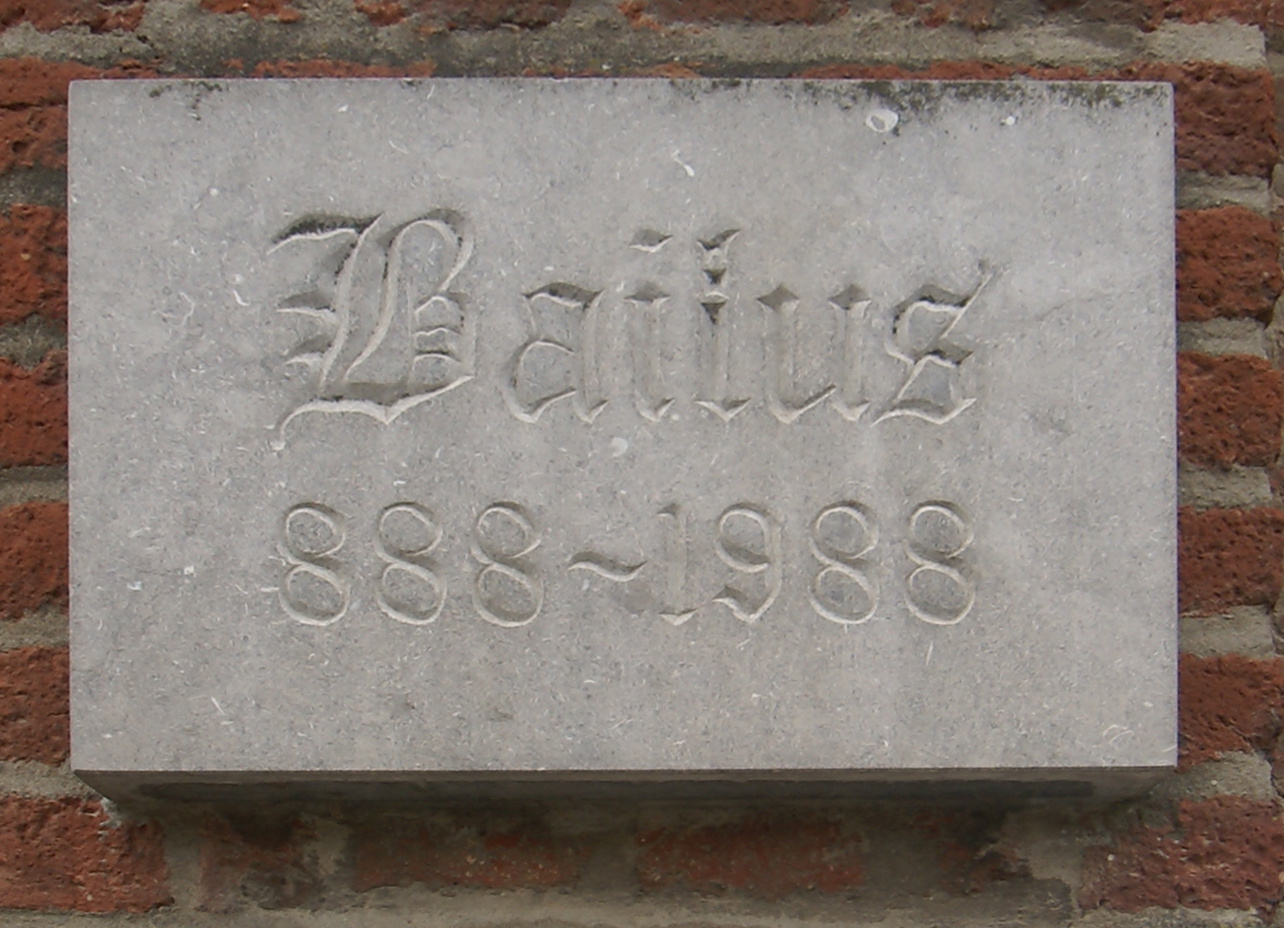
Pierre commémorative du millénaire de Baelen apposée à la maison communale.

La première mention écrite du nom de Bailus date de l'an 888. Jusqu'à la fin de l'ancien régime, la commune faisait partie du duché de Limbourg et était le siège d'un des cinq tribunaux ducaux. Une chapelle consacrée à saint Paul est mentionnée la première fois en 1180. Au début du XVe siècle fut construite une église gothique, qui fut entièrement rénovée en 1773.

### Première Guerre mondiale
Le 8 août 1914, seize civils furent tués et huit maisons détruites probablement par les 35e et 20e régiments d'infanterie de l'armée impériale allemande lors des atrocités allemandes en 1914 commises au début de l'invasion de la Belgique. Jusqu'au traité de Versailles de 1919, la frontière orientale de la commune était aussi la frontière d'État avec la Prusse.

### Catastrophe de la Soor

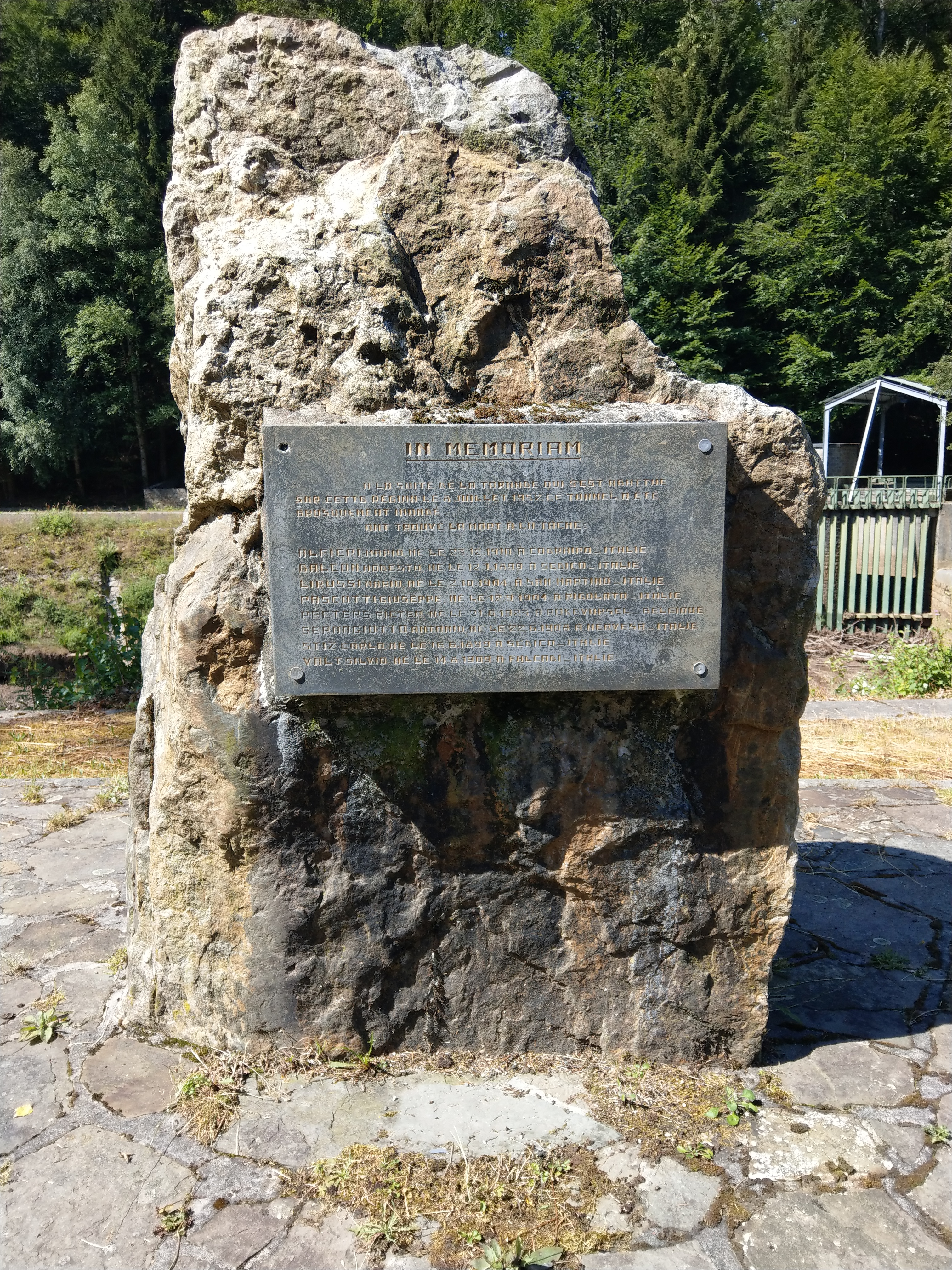
Mémorial de la catastrophe de la Soor.

Le 8 juillet 1952, 6 ouvriers (un Belge et cinq Italiens), décèdent lors de la construction du tunnel de la Soor, la rivière locale. Lors des opérations de sauvetage, un conducteur de grue décèdera à son tour en tombant dans un puits, portant le nombre total de victimes à 7.

## Héraldique
|  | La commune possède des armoiries qui lui ont été octroyées le 18 décembre 1991. Ce sont les armoiries de la famille Piron, derniers seigneurs de Baelen à la fin du XVIIIe siècle. Jacques-Antoine Pirons a acheté le village en 1737. Blasonnement : De gueules chapé-ployé d'argent à trois roses de l'un à l'autre, boutonnées du champ et barbées de sinople. - Arrêté de l'exécutif de la communauté : 18 décembre 1991 Source du blasonnement : Heraldy of the World. |

## Politique et administration

### Collège et conseil communal 2024-2030
Ci-dessous, le tableau des résultats des élections communales de 2024.
| Parti | Parti         | Voix (2024) | Voix (2018) | % (2024) | % (2018) | +/-     | Sièges | +/- | Collège |
| ----- | ------------- | ----------- | ----------- | -------- | -------- | ------- | ------ | --- | ------- |
|       | Alternative   | 657         | 268         | 23,19%   | 9,58%    | 13.61 % | 3 / 15 | 2.0 | Oui     |
|       | ACBM          | 1.016       | 1.382       | 35,86%   | 49,39%   | 13.53 % | 6 / 15 | 3.0 | Non     |
|       | Trait d'Union | 1.160       | 892         | 40,95%   | 31,88%   | 9.07 %  | 6 / 15 | 1.0 | Oui     |
|       | POUR          | -           | 256         | -        | 9,15%    | 0.0 %   | - / 15 | 0.0 | Non     |
| Total | Total         | 2 833       | 2 798       | 100 %    | 100 %    |         | 15     |     |         |

### Conseil et collège communal 2024-2030
| Collège communal   |                     |                             |
| ------------------ | ------------------- | --------------------------- |
| Bourgmestre        | Nathalie Thönnissen | Les Engagés - Trait d'Union |
| 1er Échevin        | Denis Schynts       | Trait d'Union               |
| 2e Échevin         | Fabrice Massenaux   | Alternative                 |
| 3e Échevin         | Jonathan Nicoll     | Trait d'Union               |
| Présidente du CPAS | Brigitte Becker     | Alternative                 |

### Liste des bourgmestres depuis 1830
- Maurice Fyon, de 2007 à 2024, (PS).
- Nathalie Thönnissen, à parti de 2024 (Les Engagés)[10]

## Patrimoine et culture

### Patrimoine architectural et sites

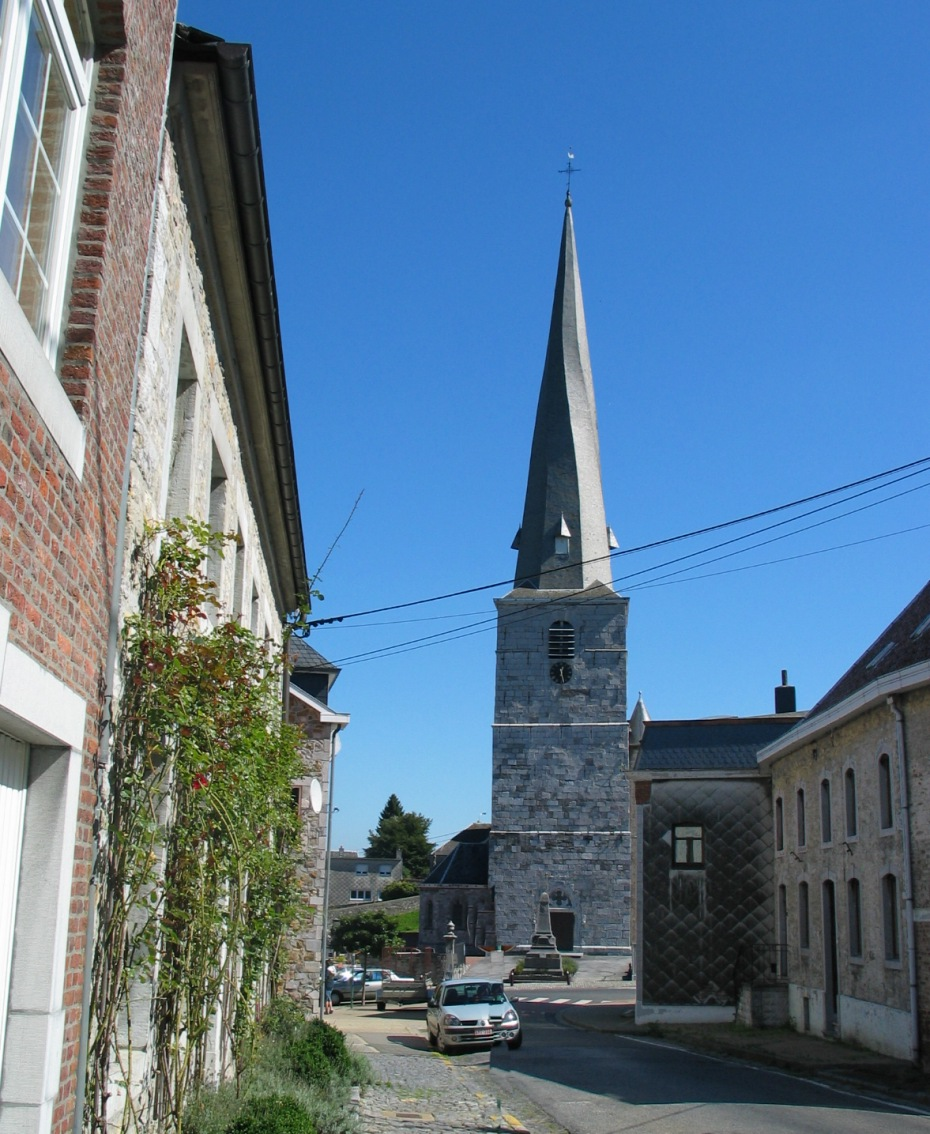
Autre vue de l'église Saint-Paul.

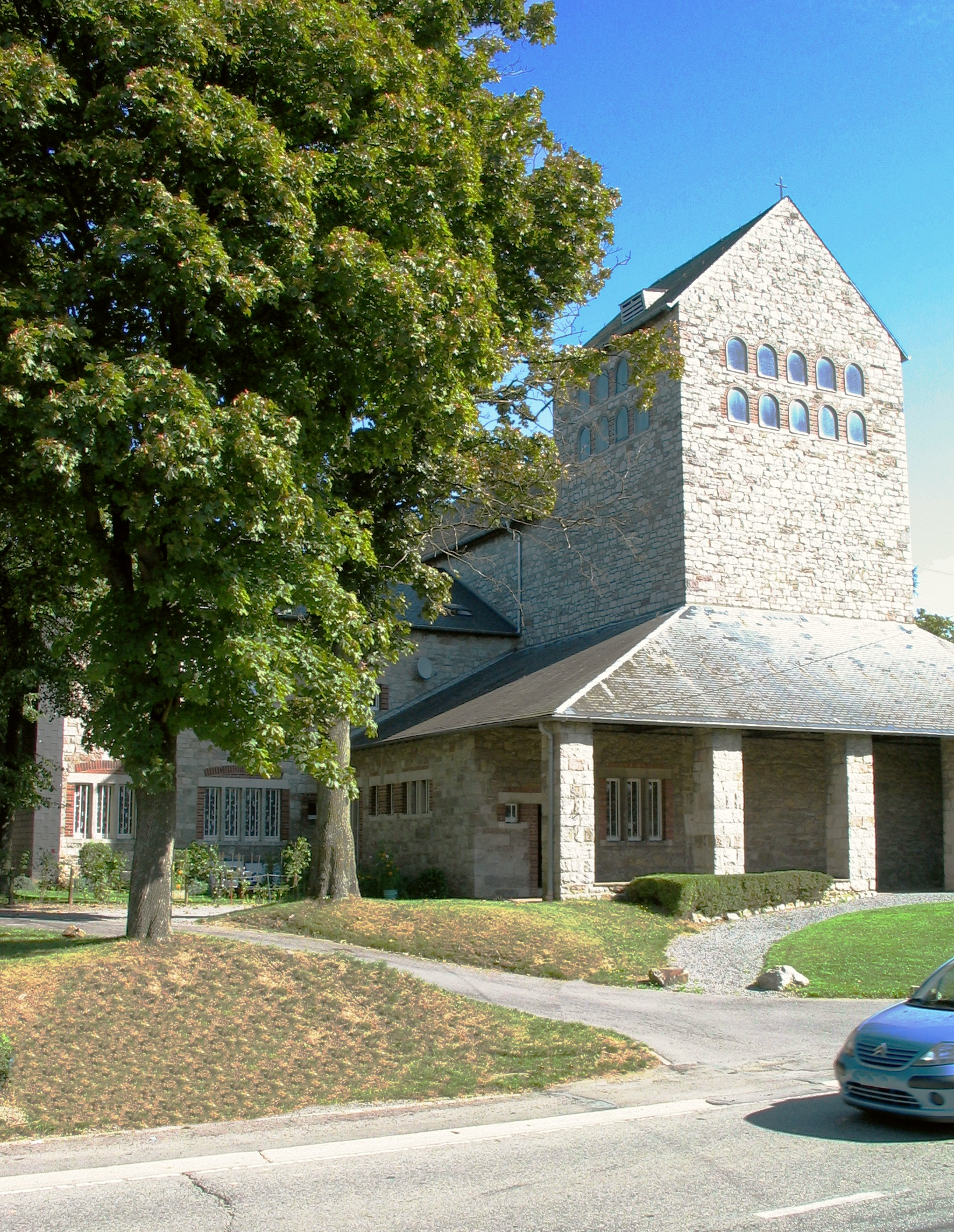
L'église du couvent Garnstock.

- L'église Saint-Paul possède un clocher tors, celui-ci fut construit vers 1545 sur une tour du XIIe siècle. Il tourne de droite à gauche de 1/8e de tour entre la quatrième et la septième enrayure[11].
- Un autre monument est le barrage de la Gileppe et son lion. Ce barrage est sis sur les communes de Baelen et Jalhay.
- L'église du couvent franciscain Garnstock (aujourd'hui lieu de rencontre culturel), conçu en 1934 par l'architecte allemand Dominikus Böhm.
- Baelen a également une grande étendue dans le Hertogenwald, jusqu'au bord des Hautes Fagnes.
- Liste du patrimoine immobilier classé de Baelen.

## Personnalités nées à Baelen
- Jean Arnolds (1904-1944), prêtre résistant.

### Patronymes fréquents à Baelen
Les Corman et Wintgens ont été et restent particulièrement nombreux à Baelen.